# ستاویانه (استان اشوی‌داشکسیه)
ستاویانه (به لهستانی: Stawiany) یک منطقهٔ مسکونی در لهستان است که در گمینا کییه واقع شده‌است.